# Rayuela
Rayuela, ein Roman von Julio Cortázar (1914–1984), wurde erstmals am 18. Februar 1963 (deutsch: 1981 bei Suhrkamp als Rayuela: Himmel-und-Hölle) veröffentlicht.
Cortázars Meisterwerk ist ein literarisches Experiment in der Tradition des Nouveau Roman, das zu den wichtigsten spanischsprachigen Romanen des 20. Jahrhunderts zählt und von zeitgenössischen lateinamerikanischen Schriftstellern wie Gabriel García Márquez, Mario Vargas Llosa oder José Lezama Lima bewundert wird.

## Titel
„Rayuela“ ist der spanische Name des Kinderspiels, das auf Deutsch als „Himmel und Hölle“ oder „Hickelkasten“ bekannt ist. Cortázar bezieht sich auf die argentinische Version, in der das erste Feld „tierra“ (Erde) und das letzte „cielo“ (Himmel) heißt. Der Protagonist ist auf der vergeblichen Suche nach dem „Himmel“: einer authentischen Seinsweise.
Die „Himmel-und-Hölle“-Zeichnungen auf Pariser Straßen nimmt der Protagonist noch eher beiläufig wahr, wie auch sein Faible für Fäden und Schnüre dort eher nebensächlich, rein spielerisch wirkt (er bastelt daraus „Objekte“, die er dann verkauft). Im zweiten Teil, in Buenos Aires, gewinnen sowohl das Spiel als auch Schnüre an existenzieller Bedeutung, letztere auch ganz praktisch.

## Aufbau
Das Buch besteht aus drei Teilen: „Del lado de allá“ (Von dort), Kapitel 1 bis 36, spielt in Paris; „Del lado de acá“ (Von hier), Kapitel 37 bis 56, in Buenos Aires; „De otros lados“ (Von anderswo), Kapitel 57 bis 155, enthält die „Capítulos prescindibles“ (Entbehrliche Kapitel), eine bunte Mischung aus Texten unterschiedlicher Textsorten: weitere Romankapitel, innerer Monolog, Zeitungsartikel, Zitate, Pseudozitate.
Der Autor schlägt zwei Lesarten vor: eine lineare von Kapitel 1 bis 56 (also die beiden ersten Teile). Die zweite beginnt mitten im dritten Teil (mit Kapitel 73) und wird jeweils mit dem Kapitel fortgesetzt, das am Kapitelende in Klammern angegeben ist. Die Kapitel der ersten beiden Teile werden dabei in derselben Reihenfolge wie in der ersten Lesart durchlaufen (außer Kapitel 55, das durch andere Kapitel ersetzt wird), ergänzt durch die mehr oder weniger erhellenden „entbehrlichen Kapitel“. Einen großen Teil nehmen hier die Notizen des fiktiven Schriftstellers Morelli ein. Der „Klub der Schlange“, dem alle Protagonisten des ersten Teils angehören, verehrt ihn wie einen Guru. Gleichzeitig werden ihm Überlegungen zugeschrieben, die letztendlich zur Konstruktion des vorliegenden Romans, Rayuela, geführt haben, dessen Leser zu einer aktiven Lektüre, zur Komplizenschaft mit dem Autor herausgefordert werden soll. Morellis poetologische Überlegungen aus dem 62. Kapitel versuchte Cortázar in seinem nächsten Roman 62/Modellbaukasten umzusetzen.
Hier die Reihenfolge, in der die Kapitel bei der zweiten Lesart gelesen werden sollen:
73 - 1 - 2 - 116 - 3 - 84 - 4 - 71 - 5 - 81 - 74 - 6 - 7 - 8 - 93 - 68 - 9 - 104 - 10 - 65 - 11 - 136 - 12 - 106 - 13 - 115 - 14 - 114 - 117 - 15 - 120 - 16 - 137 - 17 - 97 - 18 - 153 - 19 - 90 - 20 - 126 - 21 - 79 - 22 - 62 - 23 - 124 - 128 - 24 - 134 - 25 - 141 - 60 - 26 - 109 - 27 - 28 - 130 - 151 - 152 - 143 - 100 - 76 - 101 - 144 - 92 - 103 - 108 - 64 - 155 - 123 - 145 - 122 - 112 - 154 - 85 - 150 - 95 - 146 - 29 - 107 - 113 - 30 - 57 - 70 - 147 - 31 - 32 - 132 - 61 - 33 - 67 - 83 - 142 - 34 - 87 - 105 - 96 - 94 - 91 - 82 - 99 - 35 - 121 - 36 - 37 - 98 - 38 - 39 - 86 - 78 - 40 - 59 - 41 - 148 - 42 - 75 - 43 - 125 - 44 - 102 - 45 - 80 - 46 - 47 - 110 - 48 - 111 - 49 - 118 - 50 - 119 - 51 - 69 - 52 - 89 - 53 - 66 - 149 - 54 - 129 - 139 - 133 - 140 - 138 - 127 - 56 - 135 - 63 - 88 - 72 - 77 - 131 - 58 - 131 (sic!) -

## Inhalt
Der Protagonist des Romans ist Horacio Oliveira, ein Bohémien mit eher intellektuellen als künstlerischen Neigungen. Er stammt aus Buenos Aires, lebt im ersten Romanteil aber in Paris und schlägt sich dort mit Gelegenheitsjobs und Überweisungen seines Bruders durch. Dieser Lebensstil wird geteilt von seiner Geliebten Lucía, „die Maga“ (Zauberin) genannt, und seinen Freunden, eher erfolglosen Musikern und bildenden Künstlern, die zusammen den surrealistischen „Club de la serpiente“ (Klub der Schlange) bilden. Die Klub-Aktivitäten bestehen hauptsächlich im gemeinsamen Hören von Jazz-Schallplatten und Diskussionen über Kunst, metaphysische Fragestellungen sowie Werke und Theorien eines Schriftstellers, von dem man nur den Nachnamen erfährt: Morelli.
Auch die Maga kommt aus Südamerika (Montevideo in Uruguay). Ansonsten stellt sie eine Art Gegenbild zu Horacio Oliveira dar: Wenig gebildet, spontan, ihrem Urteilsvermögen vertrauend, scheint sie sich in unbewusster Harmonie mit der Welt zu befinden, ein Zustand, um den Horacio vergebens ringt. Es kommt zum Bruch zwischen den beiden, woran Dritte einen Anteil haben könnten oder auch nicht. Die Maga wirft Horacio aus der gemeinsamen Wohnung, einem 14-Quadratmeter-Zimmer, das sie zuletzt noch mit dem kranken Kleinkind der Maga geteilt haben. In der folgenden Nacht trifft der gesamte Klub der Schlange, einschließlich Oliveira, aus unterschiedlichen Gründen in diesem Zimmer zusammen. Nach mehreren Stunden entdeckt die Maga, was alle anderen längst wissen: Ihr Sohn ist gestorben. Nach der Beerdigung verschwindet sie, niemand weiß wohin, und Oliveira beginnt sie wie besessen zu suchen. Er vermutet, dass sie sich in die Seine gestürzt hat. Was 'wirklich' geschehen ist, erfährt der Leser an keiner Stelle. Horacio, der kein Dach mehr über dem Kopf hat, freundet sich mit einigen Obdachlosen an, hat in der Öffentlichkeit Sex mit einer Clocharde und wird ausgewiesen.
Im zweiten Teil lernen wir Oliveiras alten Freund Traveler kennen, der inzwischen seit mehreren Jahren mit Atalía, genannt Talita, verheiratet ist. Talita, eine mit beiden Beinen auf dem Boden der Tatsachen stehende Apothekerin, erinnert Horacio bei aller Unähnlichkeit sehr an die Maga. Diese Unfähigkeit, Personen auseinanderzuhalten, leitet in der Folge immer mehr seine Handlungen. Auch Traveler nimmt er nicht als eigenständige Person wahr, sondern sieht in ihm und nennt ihn manchmal seinen Doppelgänger (tatsächlich wird das deutsche Wort benutzt). Auch Traveler und Talita werden von diesem Verschwimmen der Grenzen erfasst. Sie wissen nicht so recht, was eigentlich geschieht, können darüber aber immerhin miteinander sprechen, während Oliveira sich zunehmend in seinen Wahnvorstellungen verstrickt. Ganz allein ist allerdings auch er nicht, denn Gekrepten, die Frau, die er zurückgelassen hatte, bemächtigt sich bei der Rückkehr aus Paris seiner, ohne auf Widerstand zu stoßen, obwohl er sie aus tiefstem Herzen verachtet. Nach einer Episode, in der Talita drei Stockwerke über der Straße auf einer aus Brettern improvisierten Brücke balanciert, um Horacio einige Kleinigkeiten aus ihrem Haushalt zukommen zu lassen – die man als Schlüsselszene des Romans bezeichnen kann –, gelingt es Traveler, Horacio eine Stelle bei dem Zirkus zu verschaffen, bei dem er und Talita schon seit Jahren beschäftigt sind. Doch die Tage des Zirkus sind gezählt: der Direktor verkauft ihn und erwirbt dafür eine Irrenanstalt, in der die ehemalige Zirkusbelegschaft Arbeit erhält. In einer Nacht verliert Horacio völlig den Bezug zur Realität, glaubt, Traveler sei sein Todfeind und verwandelt sein Zimmer mit Hilfe eines Patienten in eine bizarre Festung aus Fäden und Kugellagern. Zum Schluss denkt er über die Möglichkeit nach, sich aus dem Fenster zu stürzen. Der Roman hat einen offenen Schluss.

## Ausgaben
- Julio Cortázar: Rayuela. 20. Aufl. Editorial Cátedra, Madrid 2008, ISBN 978-84-376-2474-7 (Letras hispánicas; 625).
- Julio Cortázar: Rayuela. Himmel und Hölle; Roman („Rayuela“). aus dem Span. von Fritz Rudolf Fries. Mit einem Nachw. von Christian Hansen; Suhrkamp, Frankfurt/M. 2010, ISBN 978-3-518-46057-3